# Ebrei della Cina
Gli ebrei della Cina, o Youtai (犹太, ebrei di Cina), sono un gruppo etnico non riconosciuto. Di antica origine, si è consolidato come comunità tra il XIX e il XX secolo, grazie alle Concessioni dell'Impero cinese agli europei durante la seconda guerra mondiale a seguito della persecuzione razziale nazifascista in Europa.

## Storia
L'ebraismo in Cina ha una lunga storia. Viene documentata la presenza di coloni ebrei già nel VI o VII secolo, ma potrebbero essere giunti in Cina durante la dinastia Han, o addirittura già nel 231 a.C., in comunità relativamente isolate, sviluppatesi durante le dinastie Tang e Song (VII e XII secolo d.C.) e soprattutto attraverso la dinastia Qing (XIX secolo) nella città di Kaifeng.

## Gli ebrei di Kaifeng

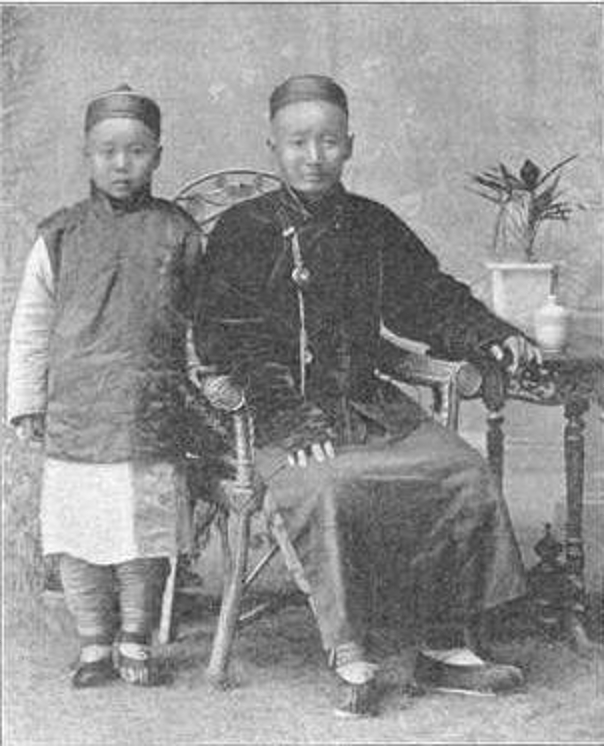
Ebrei cinesi verso l'inizio del XX secolo.

La maggior parte delle informazioni sugli ebrei che vivono in Cina nel XVIII secolo ci giungono dal padre gesuita Jean Domenge. Con sorpresa e delusione dei cristiani, padre Domenge osservava che i testi Kaifeng, liberi da ogni influenza talmudica, avevano probabilmente subìto uno stravolgimento rispetto ai testi originali, in un modo non molto diverso dalla Bibbia di Amsterdam.
Viene riferito, secondo la teoria più generalmente accettata, che gli ebrei di Kaifeng giunsero in Cina nel IX secolo percorrendo la Via della Seta, provenienti dalla Persia o dall'India, attraverso l'Afghanistan. Si sarebbero infine stabiliti nella città di Kaifeng, capitale della Cina al tempo della dinastia Song (907-1279).
Questa popolazione ebraica viveva in un totale isolamento, coltivando, fino al XVI secolo, non avendo mai sentito parlare di Cristianesimo, un ebraismo fortemente influenzato dal Confucianesimo. Solo quando presero contatto con il sacerdote gesuita Matteo Ricci, giunto in Cina per evangelizzare, riscoprirono le loro origini religiose occidentali. Intorno al 1850, dopo la distruzione dell'ultima sinagoga, la comunità ebraica cinese avrebbe gradualmente perso tutta la sua coesione fino a praticamente scomparire nei primi anni del XX secolo, per riconoscersi successivamente solo come comunità religiosa organizzata. Vennero così autorizzati matrimoni tra donne cinesi e uomini ebrei, ma non tra uomini cinesi e donne ebree. Questa regola spiega le caratteristiche asiatiche degli ebrei cinesi fotografati dalla fine del XIX secolo.
Nel 1908, il sinologo francese Paul Pelliot scopre un manoscritto ebraico nelle grotte di Tunhuang. Nel 1921 pubblica un articolo sulla rivista T'oung Pao, riferimento per lo studio della sinologia del tempo, un articolo sugli ebrei di Kaifeng.
Oggi in tutta la Repubblica popolare cinese sono solo 600 e vivono soprattutto nella città di Kaifeng: non sono mai stati riconosciuti dal governo come gruppo etnico minore e ancora adesso sono alla ricerca della loro identità.
Per recuperare le loro radici religiose, privi di testi religiosi ebraici di origine cinese o vera conoscenza di ebraismo, gli ebrei di Kaifeng si sono basati sia sulle tradizioni familiari che sull'aiuto di ebrei stranieri. Alcuni hanno iniziato ad emigrare in Israele. Hanno potuto godere per alcuni anni a Kaifeng dell'aiuto di organizzazioni ebraiche internazionali, ma con la politica più restrittiva introdotta dal presidente Xi Jinping questi aiuti sono stati vietati e una serie di strutture culturali e religiose, che erano state create, sono state chiuse.

## Nel XX secolo

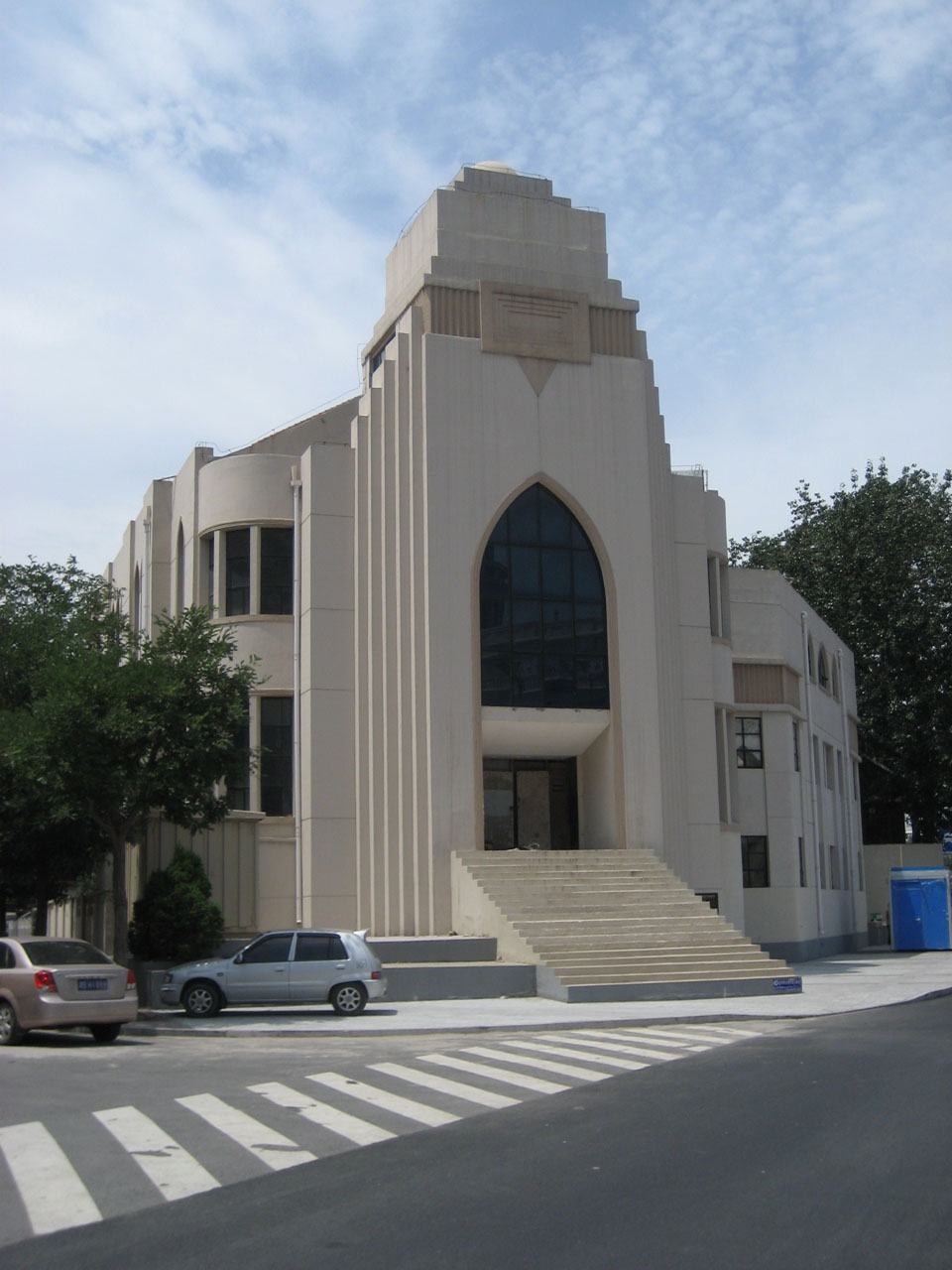
Una sinagoga a Tientsin

Nel 1906 una parte degli ebrei russi in fuga dalla Rivoluzione del 1905, si stabilì a Harbin in Manciuria, per poi, con l'arrivo dei giapponesi, spostarsi a Shangai. Così, circa 20.000 profughi provenienti dall'Austria, dalla Polonia, dalla Russia si stabilirono nel distretto di Hongkou, nei pressi di Shanghai. A quel tempo Hongkou era scarsa di risorse, ma gli ebrei vennero accolti lo stesso. Alcuni di essi invece si rifugiarono a Kōbe, in Giappone. L'aspetto più paradossale della situazione è che la maggior parte dei visti concessi a queste famiglie ebraiche erano di funzionari consolari giapponesi, che disubbidirono agli ordini diretti del loro ministero.